# 浦內川

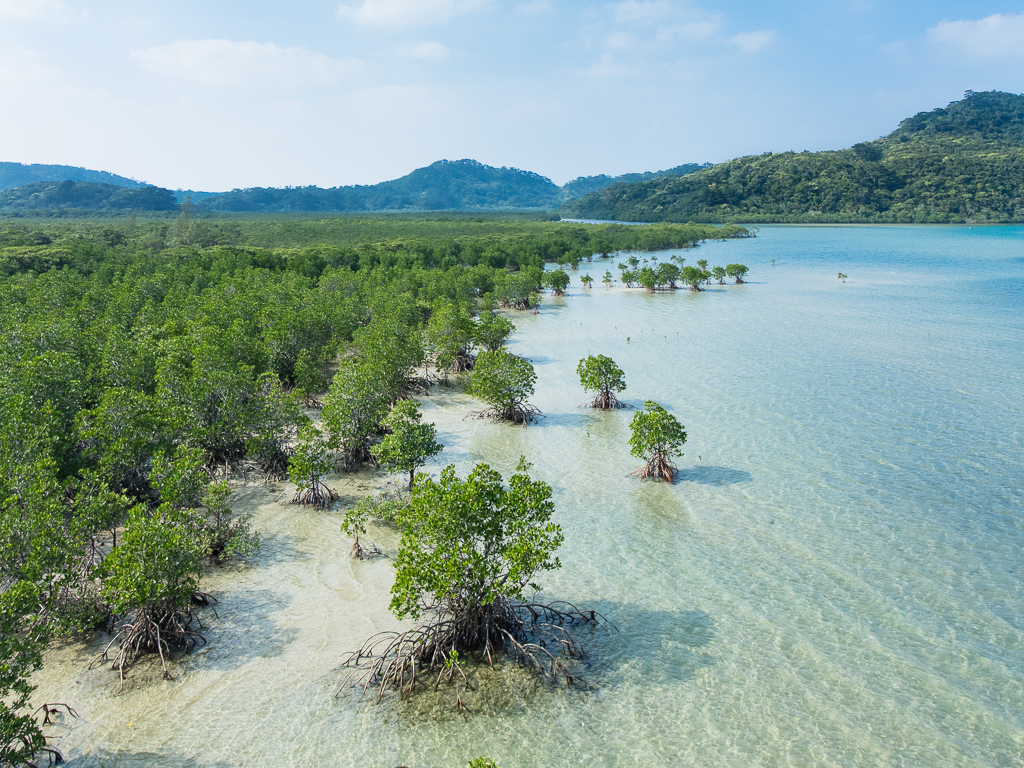
河口附近的紅樹林

浦内川（日語：うらうちがわ）是流經沖繩縣八重山郡西表島中央地區的二級河川。是沖繩縣最長的河流。